# Peter Huỳnh Văn Hai
Peter Huỳnh Văn Hai (ur. 18 maja 1954 w Bến Tre) – wietnamski duchowny rzymskokatolicki, od 2015 biskup Vĩnh Long.

## Życiorys
Święcenia kapłańskie otrzymał 31 sierpnia 1994 i uzyskał inkardynację do diecezji Vĩnh Long. Po święceniach przez dziesięć lat studiował w Paryżu. W 2004 powrócił do kraju i został diecezjalnym duszpasterzem powołań. W 2008 rozpoczął pracę w diecezjalnym seminarium, a w 2012 został jego wicerektorem.
7 października 2015 został mianowany biskupem Vĩnh Long. Sakry biskupiej udzielił mu 11 grudnia 2015 abp Paul Bùi Văn Đọc.